# Моніко (Вісконсин)
Моніко (англ. Monico) — місто (англ. town) в США, в окрузі Онейда штату Вісконсин. Населення — 260 осіб (2020).

## Демографія
Згідно з переписом 2010 року, у місті мешкало 309 осіб у 127 домогосподарствах у складі 89 родин. Було 231 помешкання
Расовий склад населення:
| - 97,7 % — білих - 0,6 % — корінних американців - 0,3 % — чорних або афроамериканців |

До двох чи більше рас належало 1,3 %. Частка іспаномовних становила 0,0 % від усіх жителів.
За віковим діапазоном населення розподілялося таким чином: 18,1 % — особи молодші 18 років, 69,3 % — особи у віці 18—64 років, 12,6 % — особи у віці 65 років та старші. Медіана віку мешканця становила 47,1 року. На 100 осіб жіночої статі у місті припадало 102,0 чоловіків;  на 100 жінок у віці від 18 років та старших — 96,1 чоловіків також старших 18 років.
Середній дохід на одне домашнє господарство  становив 55 959 доларів США (медіана — 39 107), а середній дохід на одну сім'ю — 70 083 долари (медіана — 54 375). Медіана доходів становила 41 786 доларів для чоловіків та 30 972 долари для жінок. За межею бідності перебувало 12,2 % осіб, у тому числі 40,4 % дітей у віці до 18 років та 6,6 % осіб у віці 65 років та старших.
Цивільне працевлаштоване населення становило 128 осіб. Основні галузі зайнятості: роздрібна торгівля — 33,6 %, виробництво — 21,9 %, мистецтво, розваги та відпочинок — 10,9 %, освіта, охорона здоров'я та соціальна допомога — 10,2 %.